# Pago del Vallo di Lauro
Pago del Vallo di Lauro är en ort och kommun i provinsen Avellino i regionen Kampanien i Italien. Kommunen hade 1 798 invånare (2017).